# Розанова, Людмила Анатольевна
Людми́ла Анато́льевна Ро́занова (12 марта 1925, Кострома — 8 ноября 2009, Иваново (Балино)) — советский и российский литературовед, историк литературы, доктор филологических наук, профессор. Удостоена званий: Почетный профессор, Заслуженный работник высшей школы Российской Федерации, Отличник народного просвещения РСФСР . Автор семи книг (опубликовано шесть) и около трехсот статей.

## Семья
Людмила Анатольевна родилась в Костроме, в семье Анатолия Владимировича (1891 г.р. — 1948) и Матрёны Васильевны Розановых (в девичестве — Пелевина, ум. в 1951 г.). Отец был служащим Государственного банка, мать работала на льнокомбинате. В 1930-31 гг. Анатолий Владимирович Розанов с семьей был направлен в город Нерехту, затем 1937 году в Иваново в областное управление сберегательных касс, стал участником Великой Отечественной войны. На войне погиб его брат Николай Владимирович Розанов (1915 — 31 декабря 1941 года).
Дети: дочь Татьяна Садовская.

## Биография
Людмила Розанова окончила в 1946 году факультет русского языка и литературы Ивановского педагогического института имени Д. А. Фурманова с красным дипломом по специальности «Русский язык и литература». В 1947 году поступила в аспирантуру на кафедру русской литературы Ленинградского государственного педагогического института им. Герцена.
В 1952 году Розанова Л. А. защитила в Санкт-Петербурге диссертацию на соискание учёной степени кандидата филологических наук по теме «Историко-революционные поэмы Н. А. Некрасова». Людмила Анатольевна — автор ряда книг о литературном творчестве русских писателей, выходивших широкими тиражами и выдержевшие ряд переизданий:
- 1965 год — увидела свет книга «Александр Николаевич Островский. Биография. Пособие для учащихся» тиражом 100 000 экземпляров[11].
- 18 мая 1970 года, в ленинградском отделении издательства «Просвещение» была подписана к печати книга Людмилы Розановой «Поэма Н. А. Некрасова „Кому на Руси жить хорошо“. Комментарии» общим объёмом 320 страниц и первым тиражом 150 000 экземпляров[12].
- 1988 год — вышел авторский труд «О творчестве Некрасова. Книга для учителя» первым тиражом 150 000 книг[13].

В 1980-х годах темы, которые разрабатывала Людмила Анатольевна: «Н. А. Некрасов и русская демократическая литература», «Литература
некрасовских журналов», «История и теория художественно-документальной литературы» были включены в координационный план исследований АН СССР.
В 1962—1964 гг. и 1975—1986 гг. заведовала кафедрой русской литературы ИвГУ. В 1979 году присуждена степень доктора филологических наук (диссертация «Н. А. Некрасов и демократическая поэзия последней трети XIX — начала XX века»), в 1980 году присужденаj звание профессора.
В 2002 г. Л. А. Розанова принята в Шуйский государственный педагогический университет имени Д. А. Фурманова сначала на должность профессора кафедры культурологии, затем профессора кафедры философии и религиоведения. Среди авторских курсов: «Духовно-нравственные проблемы в русской культуре», «Литература и религия».
Людмила Анатольевна воспитывала педагогические кадры для различных регионов страны, готовила кандидатов и докторов наук.
На филологическом факультете Ивановского государственного университета (ИвГУ) создала кафедру русской литературы XIX века, которой руководила на протяжении 12 лет.
Опубликованы труды Людмилы Анатольевны Розановой по творчеству Л. Н. Толстого, Д. Н. Семеновского, Д. А. Фурманова, поэтов Серебряного века, например, К. Д. Бальмонта.

## Отзывы
Отныне всякий литературовед, говоря об этой поэме Некрасова, должен будет непременно сослаться
на работу Л. А. РозановойК. И. Чуковский
Член-корреспондент АН СССР Н. Ф. Бельчиков определял книги Л. А. Розановой, как «талантливо написанные», «глубокие оригинальные исследования», внесшие «весомый вклад в науку о литературе».
На книги, статьи, концепции в печати опубликовано более 200 отзывов.

## Избранные публикации
- Розанова Л. А. Александр Николаевич Островский.  Биография. Пособие для учащихся / Научный редактор И. Ю. Добродеева. — Москва—Ленинград: Издательство «Просвещение», Ленинградское отделение, 1965. — 139 с. — 100 000 экз.
- Розанова Л. А. Поэма Н. А. Некрасова „Кому на Руси жить хорошо“. Комментарии / Редактор А. А. Крундышев. — Ленинград: Издательство «Просвещение», Ленинградское отделение, 1970. — 320 с. — 150 000 экз.
- Розанова Л. А. О творчестве Некрасова. Книга для учителя / Научный редактор И. Ю. Добродеева. — Москва: Издательство «Просвещение», 1988. — 237 с. — 150 000 экз. — ISBN 5-09-000456-0.
- Розанова Л. А. Шуйские родники / Научный редактор И. Ю. Добродеева. — Шуя: Издательство «Весь», 2007. — ISBN 5-86229-102-4.[17]

## Награды
Среди наград:
- Заслуженный работник высшей школы Российской Федерации
- Отличник народного просвещения РСФСР
- Медаль «Ветеран труда»
- Медаль «За трудовое отличие»
- Почетный профессор
- Знак «За заслуги перед городом Иваново»

## Память
Памяти Людмилы Анатольевны Розановой с 2010 года проводятся «Розановские чтения». После смерти профессора книжное собрание поступило в Фонд информационно-краеведческого центра Центральной универсальной научной библиотеки г. Иваново.